# ممشى

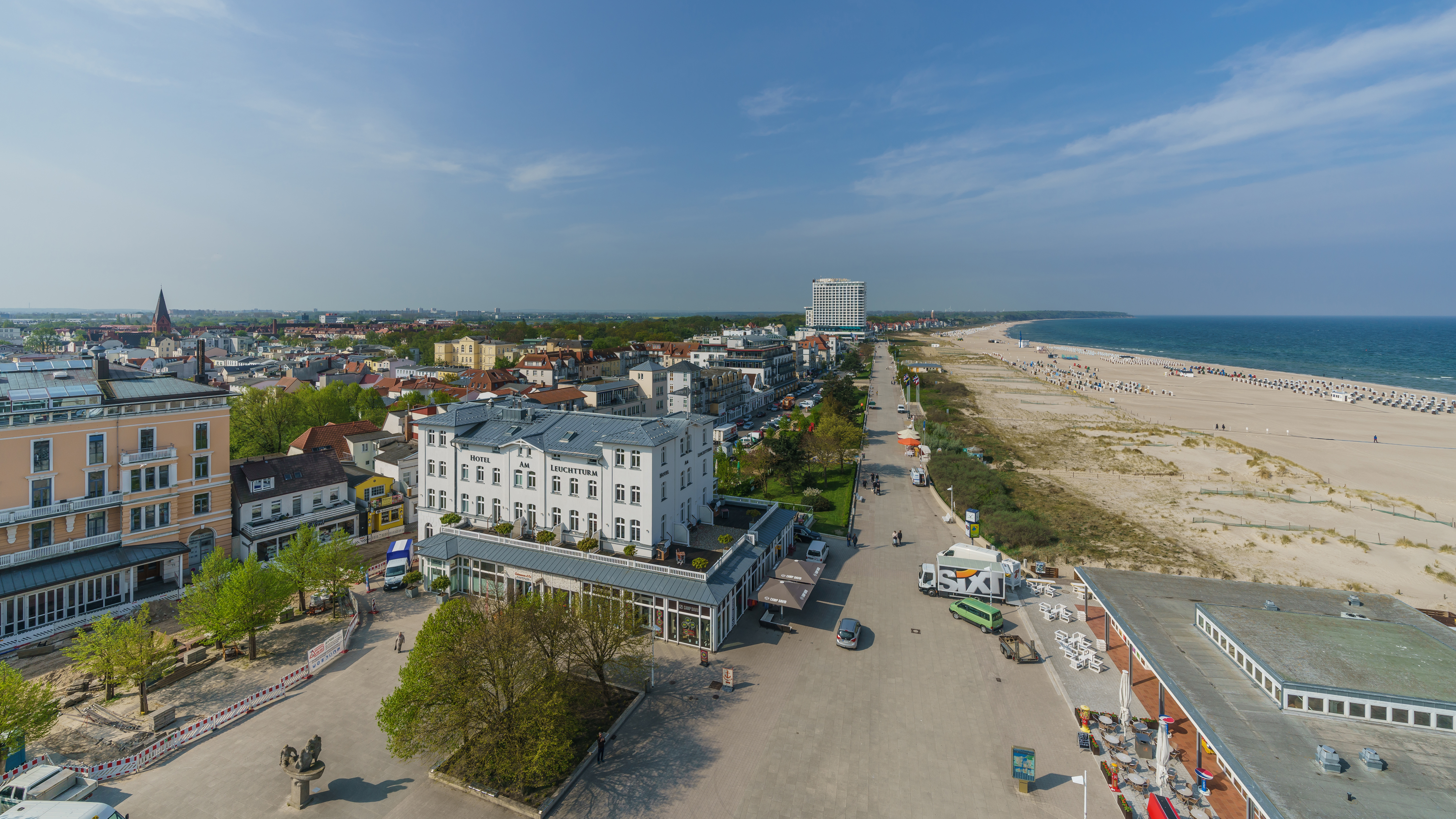
مَنزَه الشاطئ في روستوك، ألمانيا

المَمْشَى أو المَنْزَه (بالإنجليزية: esplanade)‏ هي مساحة طويلة ومفتوحة ومستوية يغلب أن تكون بجانب نهر أو كتلة كبيرة من الماء حيث يمكن للأشخاص المشي فإن كان الممشى على جبهات البحر فيمشي الناس عليه مهمها كانت حالة المد دون الاضطرار إلى المشي على الشاطئ، ويغلب أن يطلق عليه في هذا الحال كلمة الكُرْنيش.

## معاني الأسماء الأجنبية واستخدامها
كلمة (بالإسبانية: explanada)‏ تعني في أصلها المُستوية أو المُتنزَّهة وكانت تشير إلى منطقة كبيرة مفتوحة خارج الحصن أو أسوار المدينة لتوفير مجال الرمي واضحة لبنادق القلعة. في الاستخدام الحديث، تسمح المساحة برصف المنطقة وفتحها أمام الراجلين. لهذه الكلمة في الولايات المتحدة الأمريكية معنى آخر، لكونه أيضًا الفاصل الطبيعي الأوسط (قطاع من الأراضي المرتفعة) يقسم طريقًا أو شارعًا. في بعض الأحيان يكون شرائح من العشب، أو قد يكون لدى البعض حدائق وأشجار. يمكن استخدام بعض مماشي الطرق على الطرق كمتنزهات مع دروب المشي / الركض ومقاعد.
يتستخدم المصطلحين (بالإسبانية: explanada)‏ (بالإنجليزية: promenade)‏ أحيانًا بالتبادل. فالأخيرُ يشتق من مكان مخصص للمشي، إلا أن العديد منها يسمح بالدراجات ووسائل النقل الأخر غير الآلية. تشتمل بعض مماشي المَنزَه أيضًا على شوارع أو طرق كبيرة يُسمح فيها بالسيارات.

## الوطن العربي
وجود الممشى في الوطن العربي ضروري نظراً لحاجة المنطقة له ولتشجيع المواطنين على ممارسة رياضة المشي والتقليل من الأمراض المنتشرة في عصرنا الحالي كداء السكري والسمنة وغيرها

### مصر
- ممشى أهل مصر
- كورنيش النيل

### السعودية
ممشى وادي حنيفة
يصل طول ممشى وادي حنيفة حوالي 180 كيلومتر، يقع الممشى وسط الوادي حيث يعتبر وادي حنيفة أحد أطول مناطق التنزه المفتوحة في العاصمة الرياض.

#### ممشى مركز الأمير سلمان الاجتماعي
يحيط ممشى مركز الأمير سلمان الاجتماعي بمساحة المركز الإجمالية التي تصل إلى 105 آلاف متر مربّع حيث يوفر القسم النسائي بالمركز مضمار كبير كي تمارس جميع النساء والسيدات من أعضاء المركز وزوّاره رياضة المشي والجري.

#### ممشى مدينة الملك فهد الطبية
يحيط هذا الممشى الذي يبلغ طوله حوالي 3350 متراً، بمدينة الملك فهد الطبية التي تقع في قلب مدينة الرياض بحي السليمانية حيث يمارس سكان الرياض رجالاً نساءً رياضة المشي والجري بشكل يومي. يزدحم هذا الممشى في الأشهر التي يكون فيها الجو مائل للحرارة المرتفعة حيث يستمتع الكثيرون بنسيم الهواء المنعش ليلاً.

### الإمارات العربية المتحدة

#### إمارة دبي
- ممشى شارع جي بي آر – جميرا بيتش ريزيدنس[11]

- ممشى دبي مارينا بروميناد
- ممشى المرسى – مرسى دبي[12]
- ممشى مرسى فيستفال سيتي – دبي فيستيفال سيتي[12]
- ممشى أبراج بحيرات جميرا – أبراج بحيرات جميرا[12]
- ممشى السيف وجهة مخصصة بالكامل للمشاة تقع على ضفاف خور دبي، ويمتد على مسافة 1.8 كلم[12]
- ممشى قناة دبي المائية يبلغ طوله 3.2 كلم، الذي يمكن ممارسة رياضة المشي أو الجري فيه، كما يتوفر 5 جسور للمشاة، ثلاثة منها تعبر القناة.[12]
- ممشى كايت بيتش
- ممشى مراسي الخليج التجاري على امتداد قناة دبي المائية تقع مراسي الخليج التجاري وهي واجهة مائية على بطول 12 كم.[12]
- ممشى حديقة الخور
- ممشى شارع جي بي آر – جميرا بيتش ريزيدنس دبي [11]

#### قطر
- كورنيش الدوحة

## أمثلة حول العالم

### ساحلي

#### آسيا

##### الهند
- ممشى كلكتا
- كَمارَجار سالاي، جِناي بالهند
- طريق كوجي البحري، في كوجي بالهند
- الطريق البحري في مُمباي
- ممشى موسيقى الجاز في مُمباي
- ممشى الشاطئ في بونديشيري
- الممشى الأول بوبَنسَوار، أحد أكبر مراكز التسوق في الهند ويقع في ريسيلغاد بوبنسوار

##### ماليزيا
- الممشى جورج تاون، بينانق
- غورني درايف، جورج تاون، بينانق
- كاربال سينغ درايف، جورج تاون، بينانق

##### الفلبين
- باي ووك، مانيلة
- ممشى ديبولوج، مدينة ديبولوج
- ممشى ريزال بوليفارد مدينة دوماجويت
- ممشى نهر مدينة إيلويلو
- ممشى مدينة كوتاباتو
- باسيو ديل مار، مدينة زامبوانجا

##### الدول الأخرى
- تسيم شا تسوي الشرق، ميناء فيكتوريا في هونغ كونغ
- متنزه تل أبيب، تل أبيب، إسرائيل
- كورنيش بيروت، بيروت، لبنان
- الممشى في سنغافورة
- جالي فيس جرين، كولومبو، سريلانكا
- كورنيش كاسر الأمواج أو آل قصر في أبو ظبي، الإمارات العربية المتحدة

#### الأمريكتين ومنطقة البحر الكاريبي

##### الولايات المتحدة الامريكانية
- The Camelback ممشى، فينيكس، أريزونا
- ممشى نهر تشارلز، بوسطن، ماساتشوستس
- ممشى ريدوندو بيتش، كاليفورنيا
- ممشى ريو ديل مار، كاليفورنيا
- منزه الشارع الثالث، سانتا مونيكا، مقاطعة لوس أنجلوس، كاليفورنيا،
- ممسى الضفة الشرقي في بُرتلَند، أوريغون

##### الدول الأخرى
- كوباكابانا بوردووك وممشى ايبانيما (ريو دي جانيرو، البرازيل)
- ماليكون، بويرتو فالارتا، المكسيك
- ماليكون، هافانا، كوبا
- رامبلا دي مونتيفيديو، أوروغواي
- شرفة دوفرين، مدينة كيبيك، كندا

#### أوروبا
- ممشى ردكار في إنجلترا
- ممشى إكسماوث في إنجلترا
- ممشى أبردين في إسكتلندا
- الممشى في كُبِِنهاغِن في الدنمارك
- ممشى الإنجليزيين في نيس بفرنسا
- ممشى شاطئ جزيرة يوزدوم، مَكلِنبُرغ فُربُمرَن الغربية، ألمانيا (أطول ممشى شاطئي في أوربّة) [13]
- ممشى ريغا في لاتفيا
- اشوينواويشتشه، عن طريق بحر البلطيق، بولندا
- تسايباس، من بحيرة شجِتسِن، بولندا
- الممشى في ويموث في إنجلترا
- الممشى في إدنبرة، اسكتلندا
- الممشى في هلسنكي فنلندا
- فاليتا الواجهة البحرية، في الفريانة مالطة
- ممشى مدينة كورفو في اليونان
- ممشى سالثيل، إلى داخل، غالواي، جزيرة إرلندا

#### الدول الأخرى
- ممشى القديس كلير في ديوندين نيوزيلندا
- الممشى في نابير، نيوزيلندا
- الميل الذهبي، دِربان، جنوب إفريقيا
- نقطة البحر، رأس الرجاء الصالح، جنوب إفريقيا

### في الداخل
- ممشى البرلمان الأورُبّي، في بروكسل في بلجيكا
- ممشى الوزارات في برازيليا في البرازيل
- جسر التايمز في لندن، إنجلترا
- شرفة برول، درسدن، ألمانيا
- نهر الدانوب في بودابست في المجر
- ممشى كلكتة في الهند
- ممشى النهر في مدينة إيلويلو الفلبين
- بونيا، كَراكوف فيبولندا
- لانفانت بلازا في واشنطن العاصمة، الولايات المتحدة
- محمية نهر تشارلز، في بوسطن، ماساتشوستس، الولايات المتحدة
- ايست بانك إيسبلانيد، في بُرتلَند أوريغون، الولايات المتحدة

- ممشى وادي حنيفة يصل طول ممشى وادي حنيفة حوالي 180 كيلومتر، يقع الممشى وسط الوادي حيث يعتبر وادي حنيفة أحد أطول مناطق التنزه المفتوحة في العاصمة الرياض.[14]

- ممشى دبي مارينا بروميناد
- ممشى قناة دبي المائية يبلغ طوله 3.2 كلم، الذي يمكن ممارسة رياضة المشي أو الجري فيه، كما يتوفر 5 جسور للمشاة، ثلاثة منها تعبر القناة.[12]
- ممشى مراسي الخليج التجاري على امتداد قناة دبي المائية تقع مراسي الخليج التجاري وهي واجهة مائية على بطول 12 كم.[12]

## معرض الصور

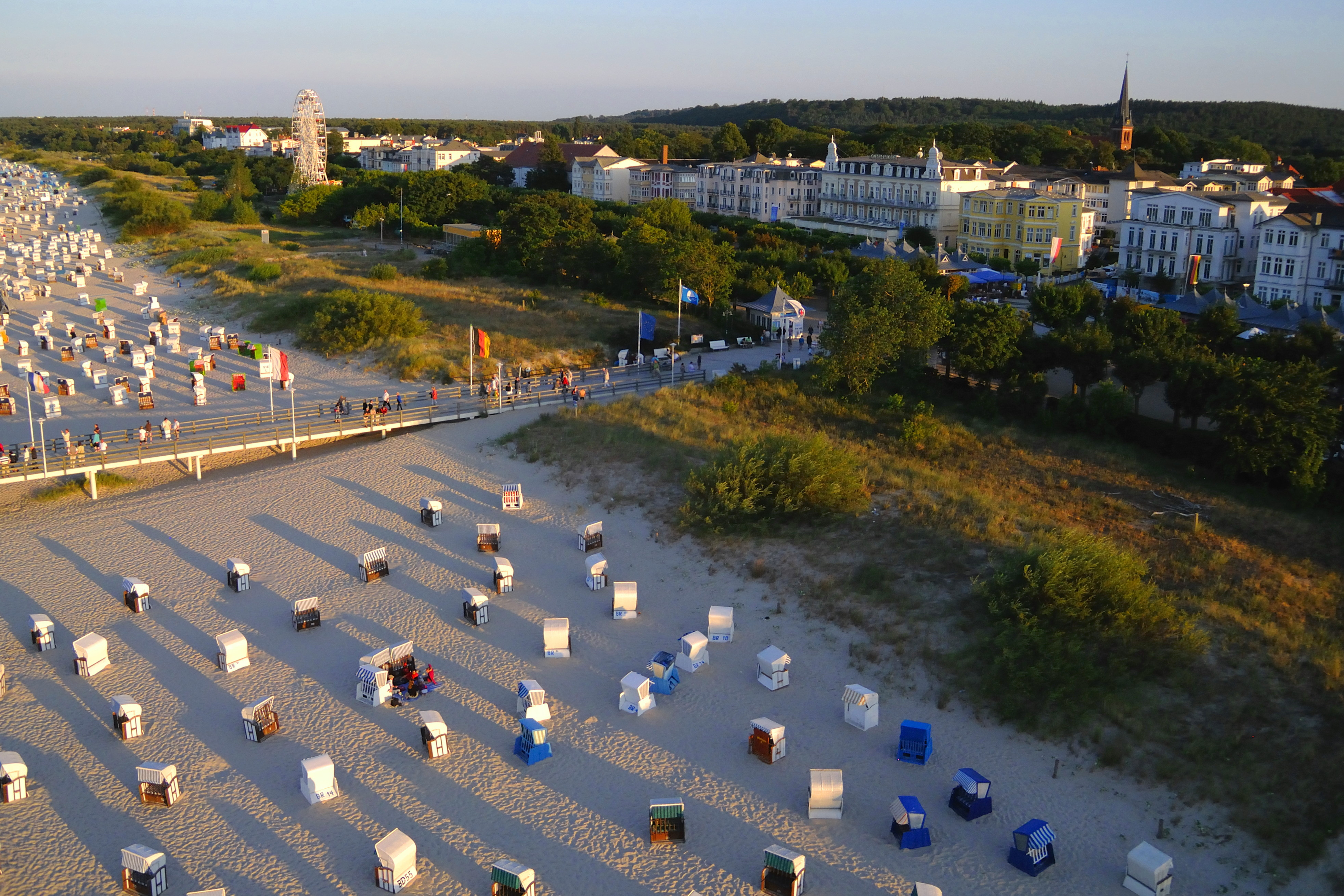
جزيرة يُزدوم ، فُربُمرن الغربية ، ألمانيا - أطول ممشى شاطئي في أوروبا
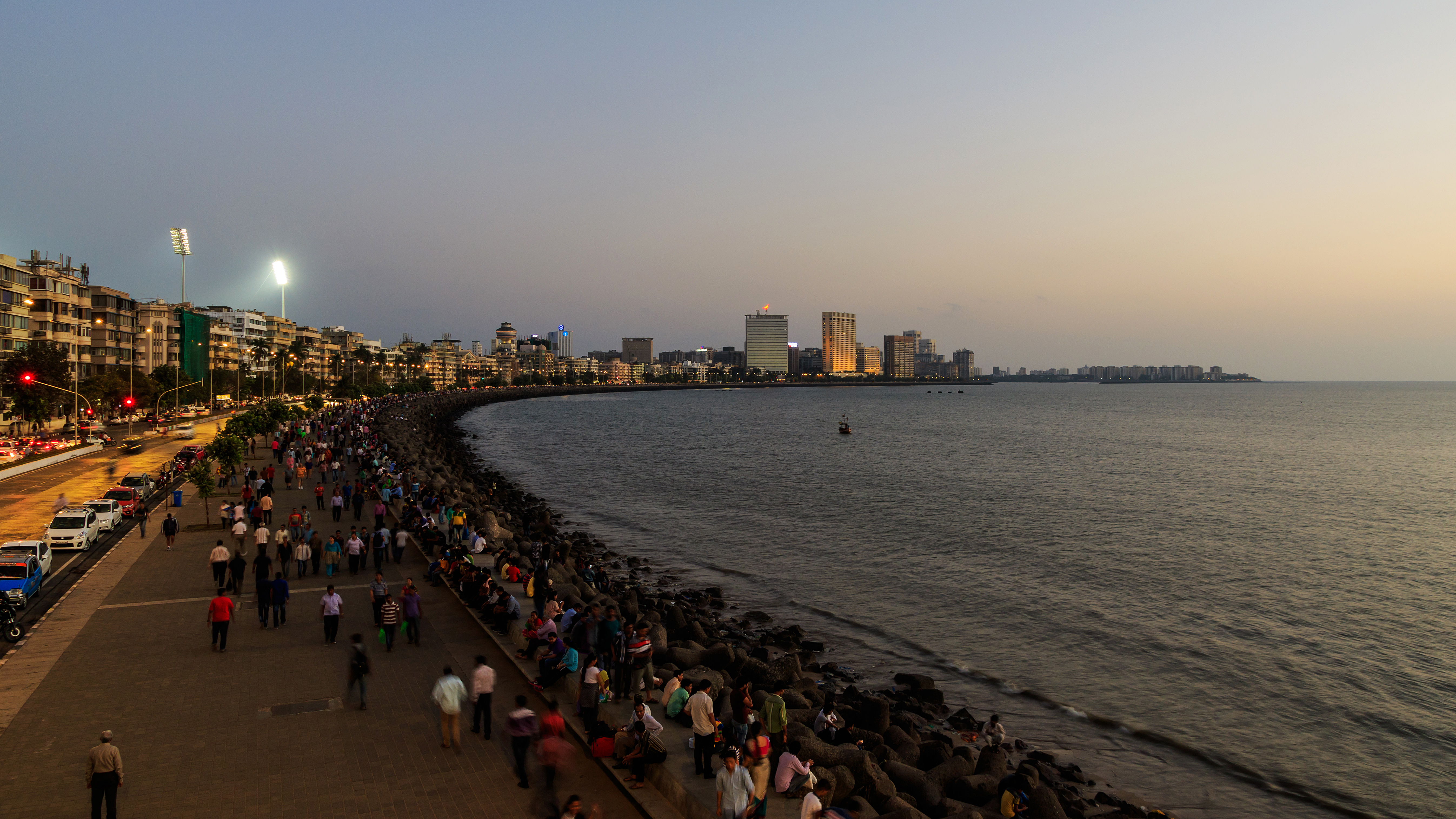
ممشى في مُمباي
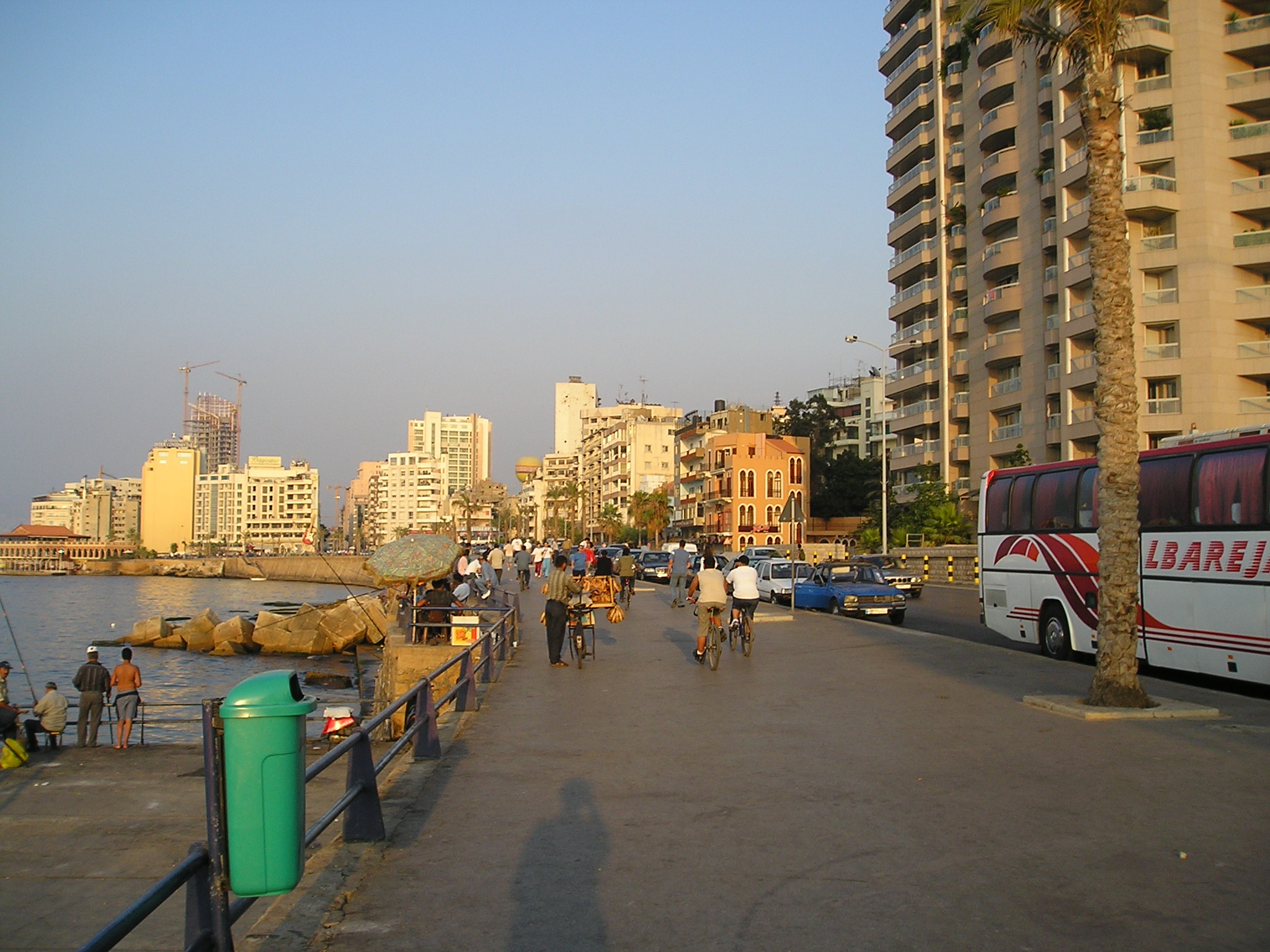
الكورنيش ، بيروت ، لبنان
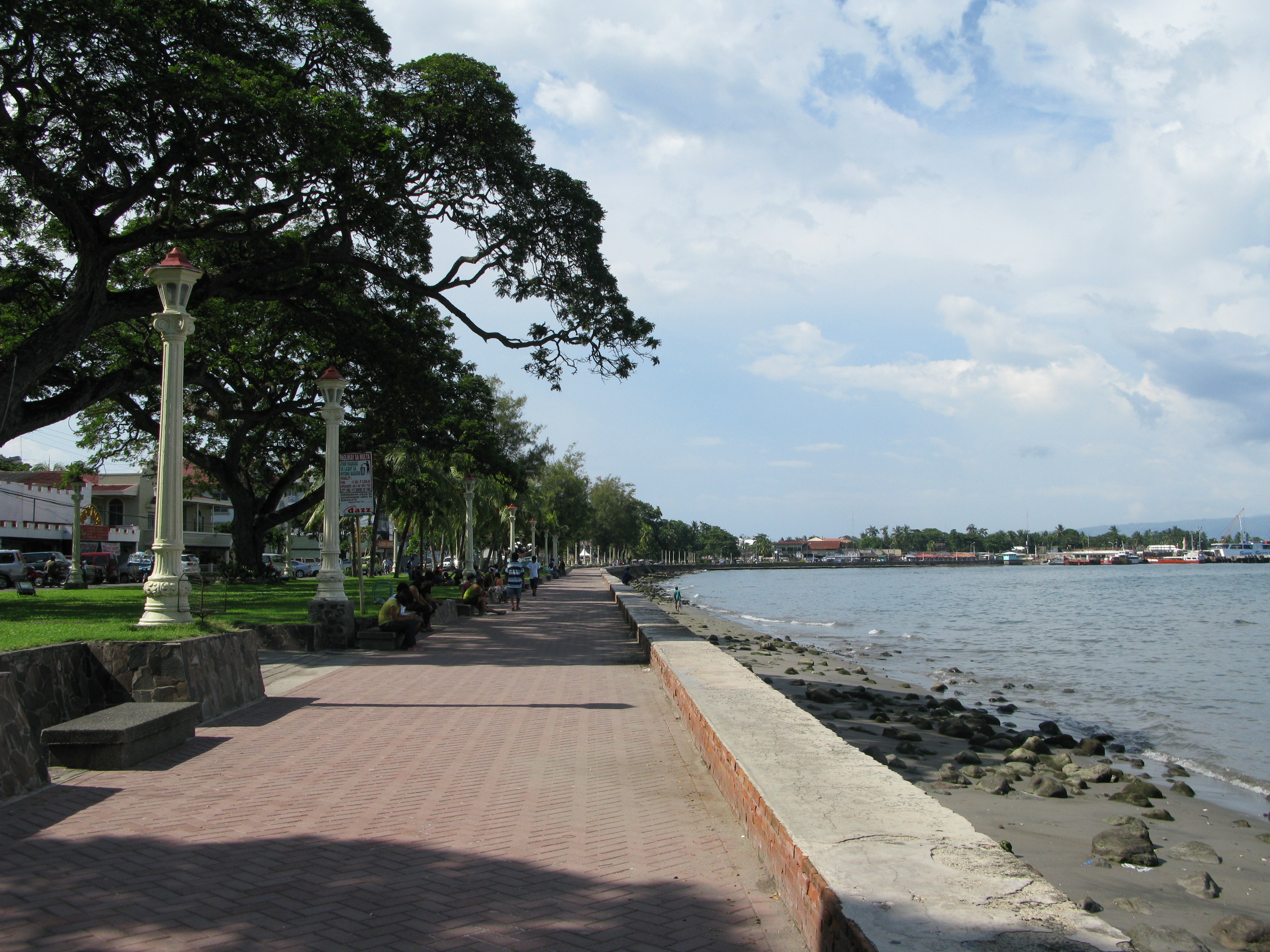
ممشى في مدينة دُمغوِيت
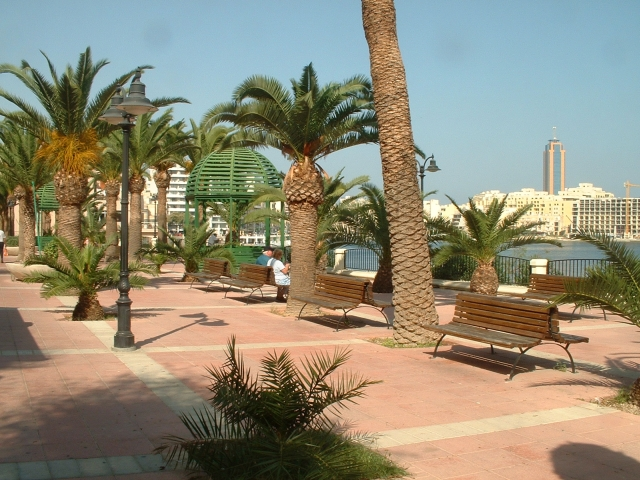
منتزه سليمة في مالطة
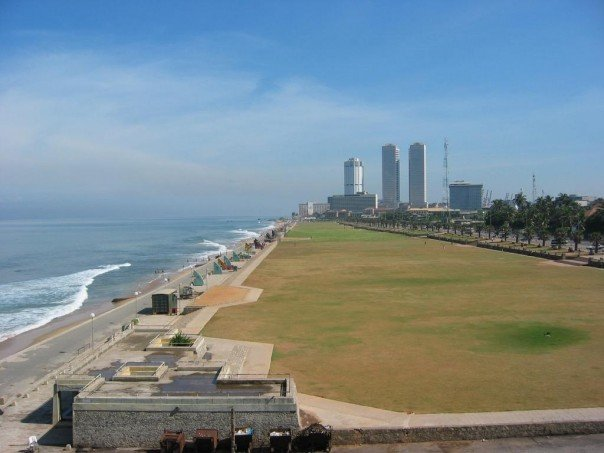
ممشى في كولمبو ، سَرِلنكة
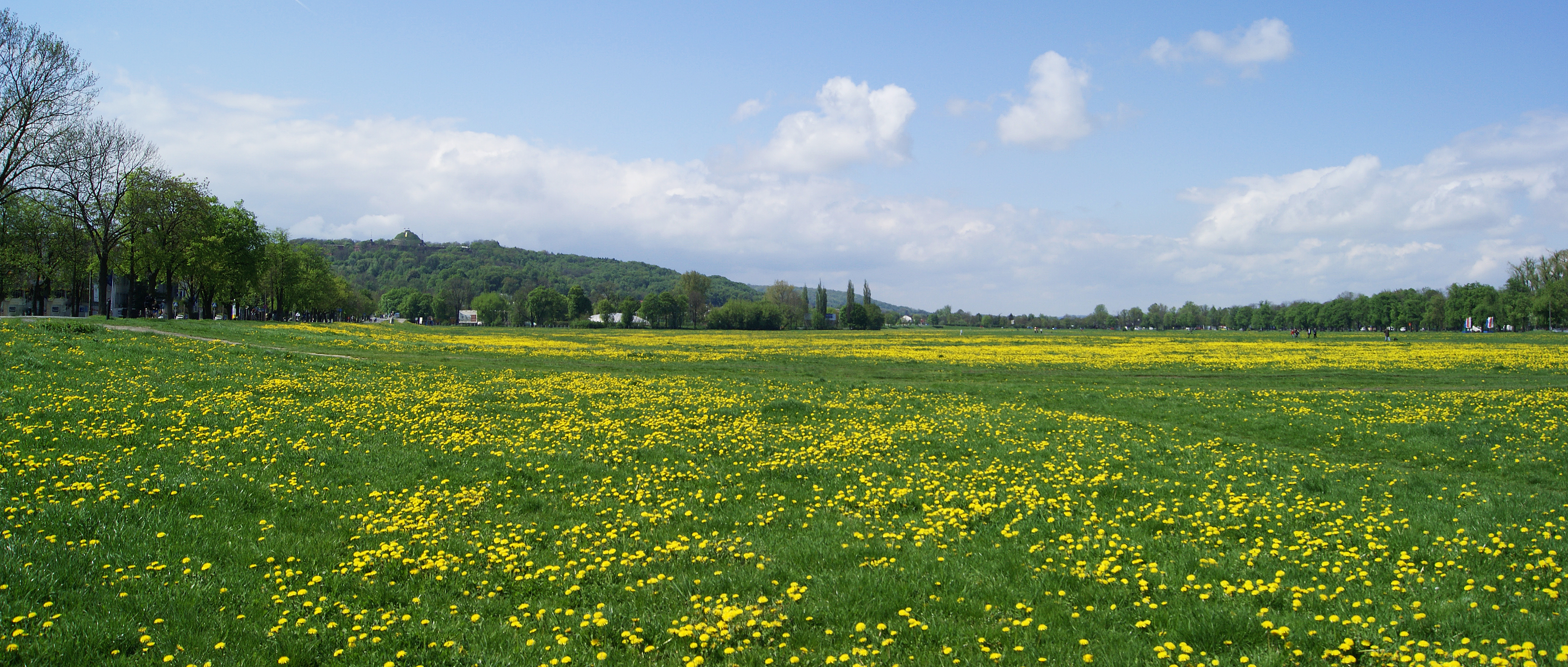
ممشى في كَراكُوف في بولندا
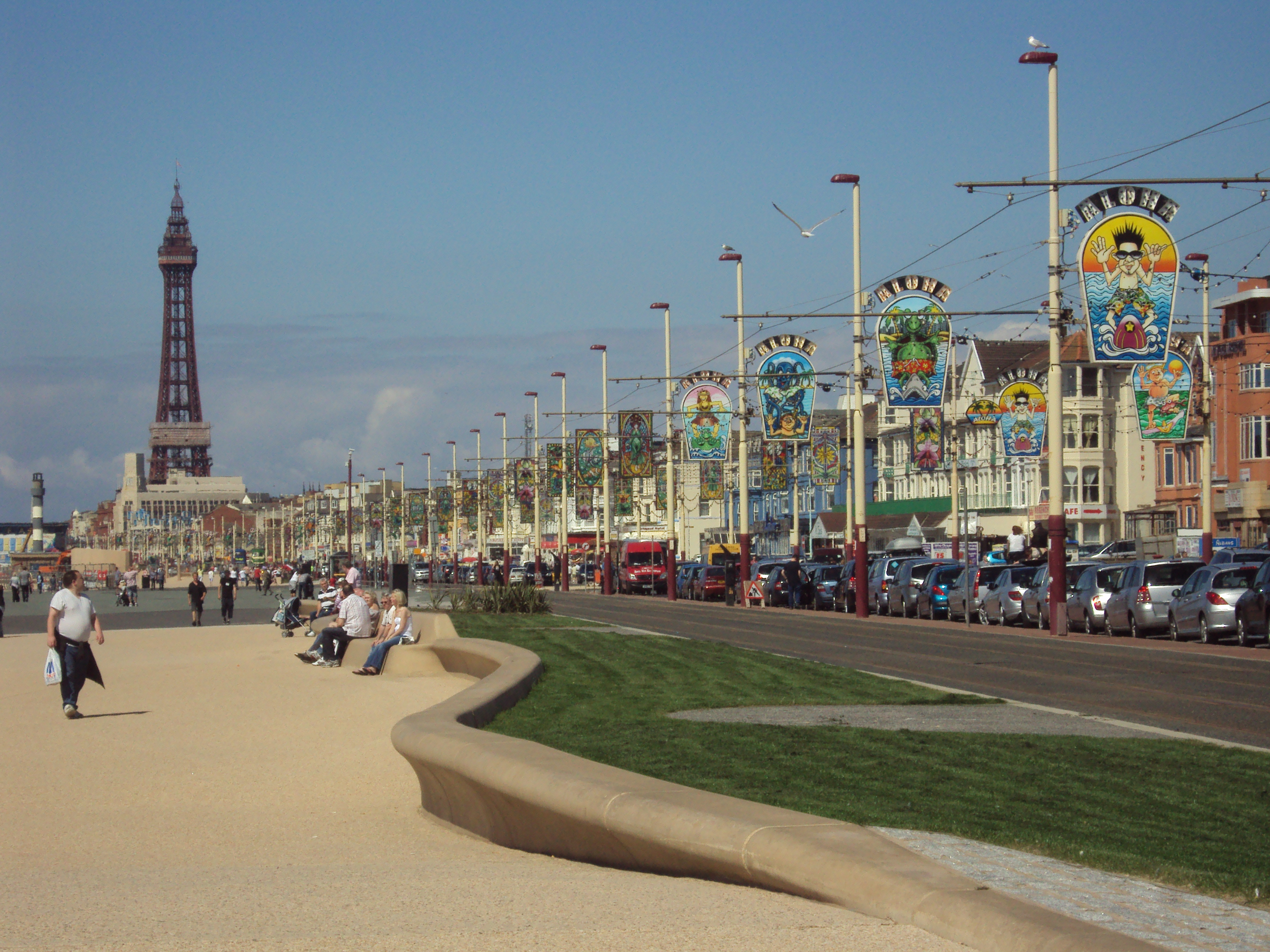
ممشى بلكبول في إنجلترا
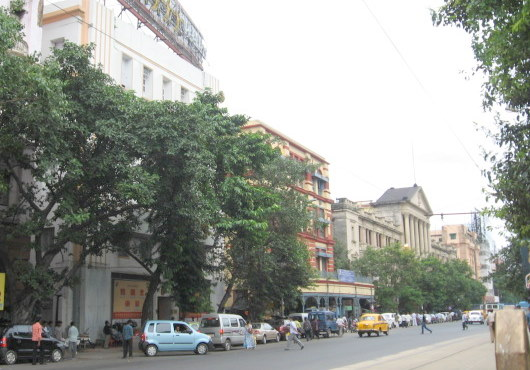
ممشى الصيف الشرقي كلكتة في الهند
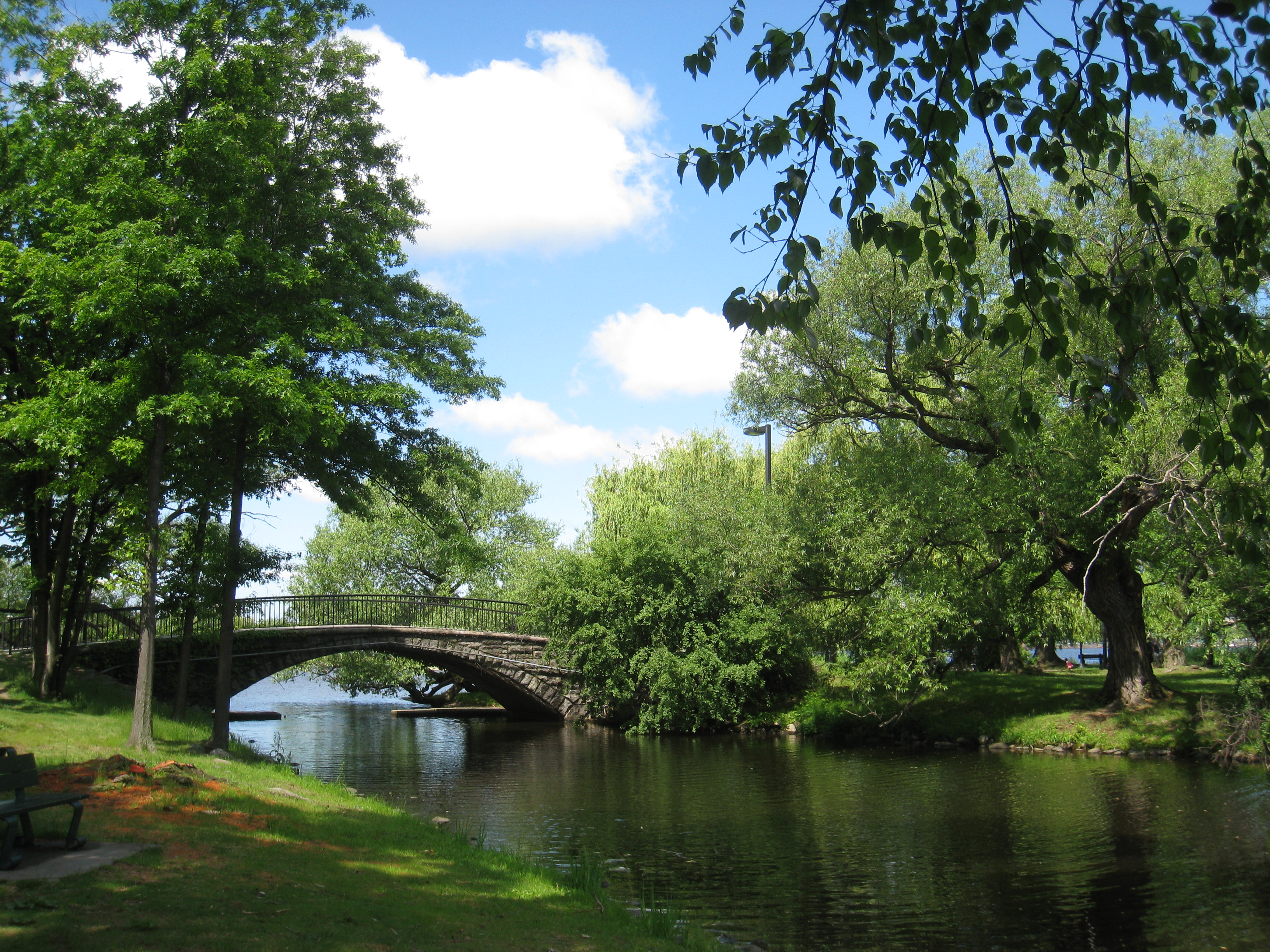
ممشى بوسطن في الولايات المتحدة
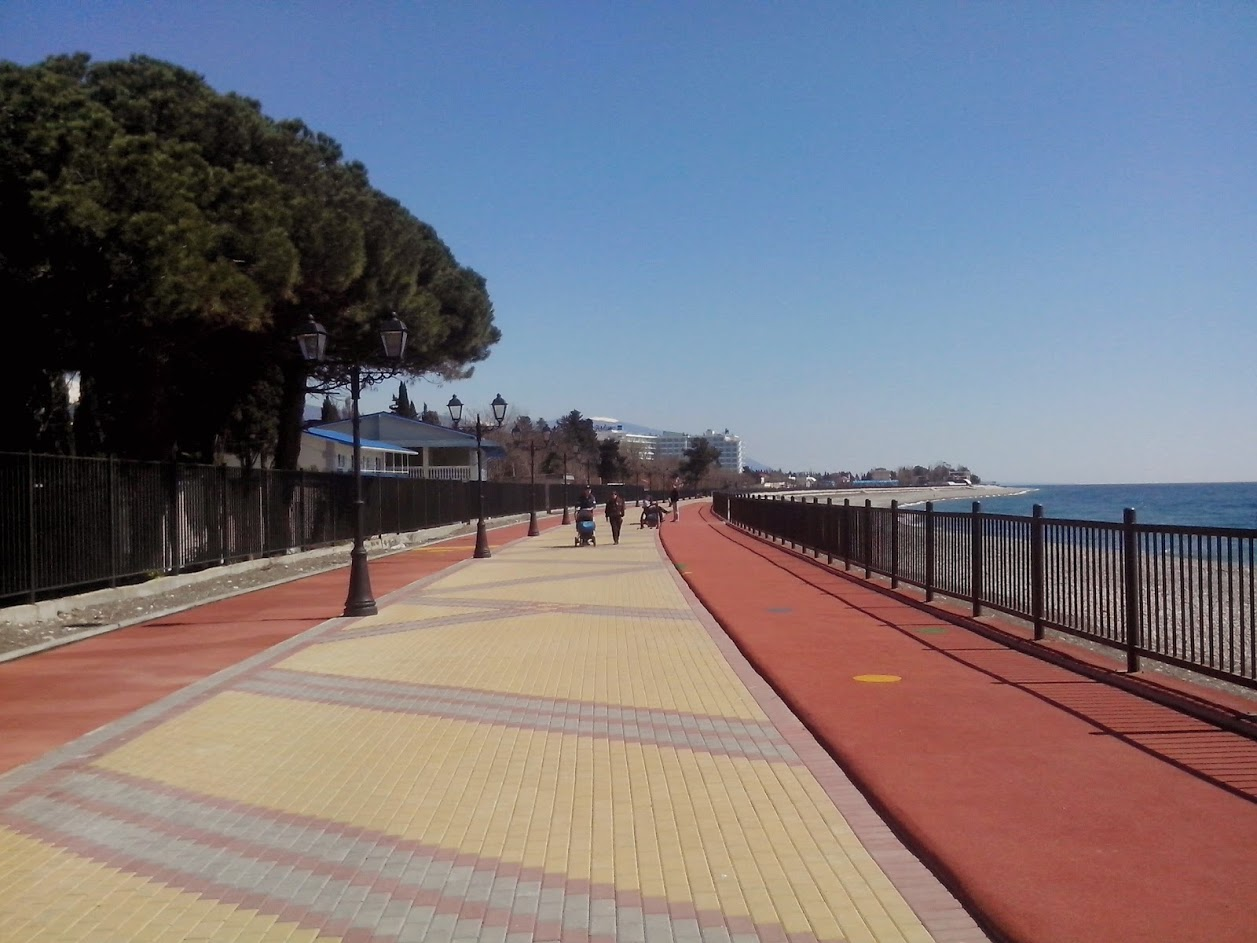
ممشى الحديقة الأُلمبية في سوجي بروسيا
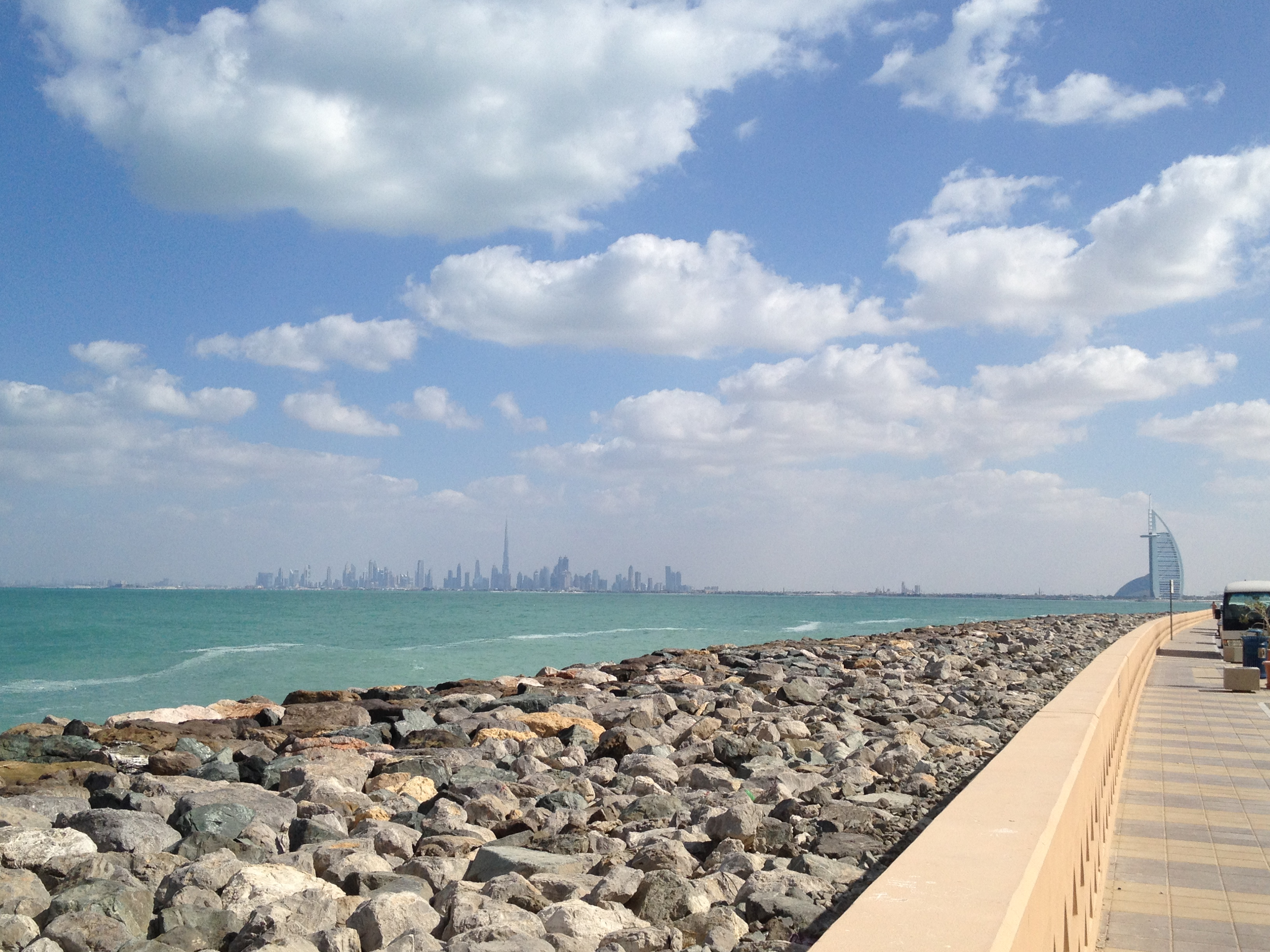
ممشى في نخلة جميرا فيالإمارات العربية المتحدة